# Revista do Globo
La Revista do Globo est une publication bimensuelle brésilienne fondée à Porto Alegre en 1929 et disparue en 1967. 
Ce magazine culturel illustré fut l'une des premières vitrines modernistes du pays.

## Histoire
Getúlio Vargas, président du Rio Grande do Sul, a l'idée en 1928, d'un magazine culturel cosmopolite à la fois tourné vers la culture de son pays et le monde, sorte de vitrine ou de passerelle entre les traditions locales et les avant-gardes internationales. Le premier numéro, sorti le 5 janvier 1929, est édité par la Livraria do Globo (pt) dirigée par José Bertaso, principale maison d'édition de Porto Alegre. Les sujets traités couvrent les actualités, la vie littéraire, les beaux-arts, la société, le cinéma, et les sports. De nombreuses plumes d'écrivains sont convoquées, entre autres celles de Theodomiro Tostes, Moysés Vellinho, Augusto Meyer, Mário Quintana, Raul Bopp, Viana Moog, Herbert Caro et Erico Verissimo.   
Très illustré, ce magazine fait appel aux meilleurs artistes, issus pour la plupart de l’Institut des Beaux-Arts (pt) de Rio Grande do Sul. Parmi eux, on note les collaborations de Sotero Cosme (qui composa la couverture du 1er numéro), Jordon Conwaip, Fernando Corona, Nelson Boeira Faedrich, João Fahrion, Edgar Koetz, Arlindo Muccillo, Francis Pelichek, et Ernest Zeuner. Le magazine, dirigé par ce dernier, eut comme rédacteur en chef Mansueto Bernardi (pt) puis Erico Verissimo, jusqu'en 1939, période considérée comme son âge d'or. Puis, dans les années 1940, avec la modernisation de la presse, les illustrations ont commencé à céder la place à la photographie et le magazine délaisse une grande partie de son héritage littéraire et culturel. Dans les années 1960, le magazine perd de son prestige, face à la concurrence de périodiques économiquement plus rentables. La publication a été interrompue en 1967, après avoir compté 944 numéros.